# Observatorio CTS
El Observatorio Iberoamericano de la Ciencia, la Tecnología y la Sociedad es una institución creada por la Organización de Estados Iberoamericanos para la Educación, la Ciencia y la Cultura (OEI) en el año 2008. Su objetivo es llevar adelante un Programa de Estudios Estratégicos en Ciencia, Tecnología y Sociedad, que aborde las problemáticas de la ciencia y las demandas sociales en el ámbito de Iberoamérica. El Observatorio CTS cuenta con el apoyo de la Agencia Española de Cooperación Internacional para el Desarrollo (AECID).

## Áreas de competencia
El observatorio tiene por objetivo principal buscar, procesar y divulgar información relacionada con el campo de estudios de ciencia, tecnología y sociedad. Específicamente, se propone indagar las capacidades, desafíos y oportunidades de los países de Iberoamérica en cuestiones de ciencia y tecnología, así como las capacidades presentes en los ámbitos de investigación científica, desarrollo tecnológico e innovación. Otro eje del observatorio lo constituye la cultura científica, en cuanto a la importancia de la participación ciudadana en la democratización de la toma de decisiones en ciertas temáticas de naturaleza estratégica.